# Claudine Meffometou
Claudine Falone Meffometou Tcheno, née le 1er juillet 1990 à Lafé-Baleng, est une footballeuse internationale camerounaise évoluant au poste de défenseure au FC Fleury 91.

## Carrière

### Carrière en club
Claudine Meffometou commence sa carrière au Franck Rhollicek de Douala au Cameroun, avant de partir à l'étranger d'abord en Serbie au ŽFK Spartak Subotica puis en Russie au Zvezda 2005 basé à Perm.
En 2015, elle arrive en France et joue en faveur de l'Arras FCF, en D2. Elle rejoint en 2017 l'En avant Guingamp et découvre l'élite française.
En juin 2019, elle signe au FC Fleury 91.
Fin 2020, elle tombe enceinte et prend donc un congé de maternité de plusieurs mois. Elle met au monde son premier enfant, Cindy, en mai 2021.

### Carrière en sélection
Claudine Meffometou intègre l'équipe du Cameroun en 2011. Elle dispute avec cette sélection les Jeux olympiques de 2012, lors desquels elle joue deux matchs : deux défaites contre le Brésil et la Grande-Bretagne.
Elle participe ensuite au championnat d'Afrique 2012, et à la Coupe du monde 2015. Lors du mondial organisé au Canada, elle joue quatre matchs, le Cameroun obtenant deux victoires contre l'Équateur et la Suisse, et s'arrêtant en huitièmes de finale face à la Chine (0-1).
En 2016, elle dispute la Coupe d'Afrique des nations et parvient jusqu'en finale face au Nigeria. Elle participe en 2018 de nouveau à la Coupe d'Afrique des nations mais le Cameroun termine cette fois son parcours en demi-finales face au Nigeria, et obtient tout de même la troisième place. En 2019, elle est de nouveau retenue dans la sélection nationale du Cameroun pour la Coupe du monde 2019.
Elle est appelée en équipe du Cameroun pour disputer la Coupe d'Afrique des nations 2022.

## Palmarès

### En club
Zvezda 2005
- Championne de Russie en 2014

 ŽFK Spartak Subotica
- Championne de Serbie en 2012-2013 et 2013-2014

### En sélection
Cameroun
- Finaliste de la Coupe d'Afrique des nations 2016
- Troisième de la Coupe d'Afrique des nations 2018
- Troisième du Championnat d'Afrique 2012